# Trolleybus de Marseille
Le trolleybus de Marseille était un réseau de transports en commun de l'agglomération de Marseille. Il a fonctionné de 1903 à 1905, puis de 1927 à 1965 (réseau départemental) et de 1942 à 2004 (réseau municipal),,,.

## Histoire
Une première ligne de trolleybus est ouverte en 1903, avec deux électrobus Lombard-Gérin. En raison de nombreuses pannes, elle est fermée en 1905.
Le réseau départemental est constitué à partir de 1927. En 1948, la ligne de tramway d'Aix-en-Provence à Marseille est transformée en trolleybus. Elle sera fermée en 1965.
Le réseau urbain se développe à partir de 1942. Marseille choisit le trolleybus à cette époque, comme de nombreuses villes françaises et pour les mêmes raisons : les autobus ont été réquisitionnés par l'armée lors de la déclaration de guerre en 1939 et peu sont revenus après l'armistice. De plus, l'approvisionnement en carburant d'origine pétrolière est difficile pendant l'Occupation. Le réseau se développe jusqu'en 1955 par substitution du trolleybus au tramway sur plusieurs lignes. Les trolleybus sont gérés par les dépôts d'Arenc, de Saint-Pierre et de Catalans.
Toujours comme la majorité des villes françaises, le réseau marseillais choisit ensuite de développer l'autobus, en raison du faible coût du carburant et d'un coût d'investissement plus faible. Le réseau de trolleybus stagne puis se contracte. Marseille restera cependant une des cinq dernières villes de France équipée de trolleybus, les lignes subsistantes, toutes rattachées au dépôt des Catalans et desservant la colline de Notre Dame de la Garde.
Le parc est entièrement renouvelé à partir de 1980 avec des ER 100. Après une petite résurgence dans les années 1990, les deux dernières lignes  sont fermées en 2004.

## Lignes

### Lignes municipales

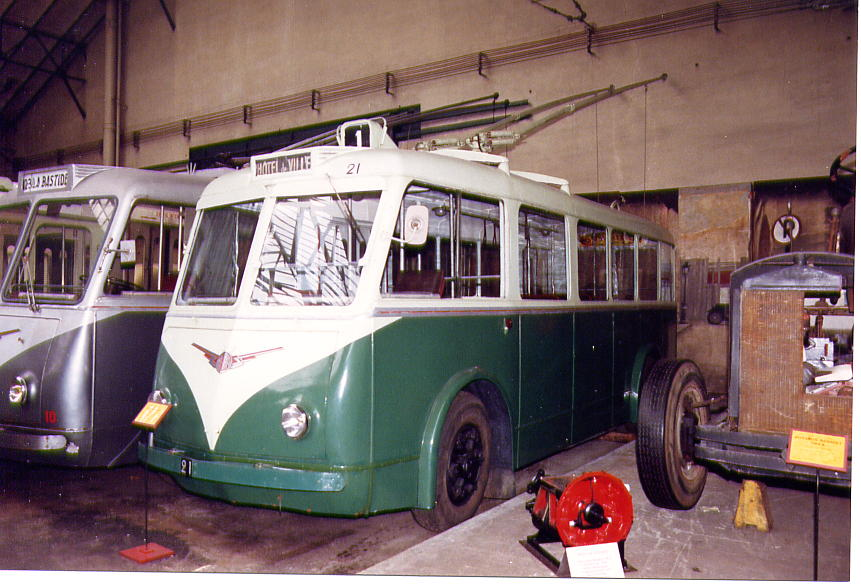
Trolleybus Vétra CB60 (photo prise le 11 mai 1994, au musée des transports interurbains à Paris).

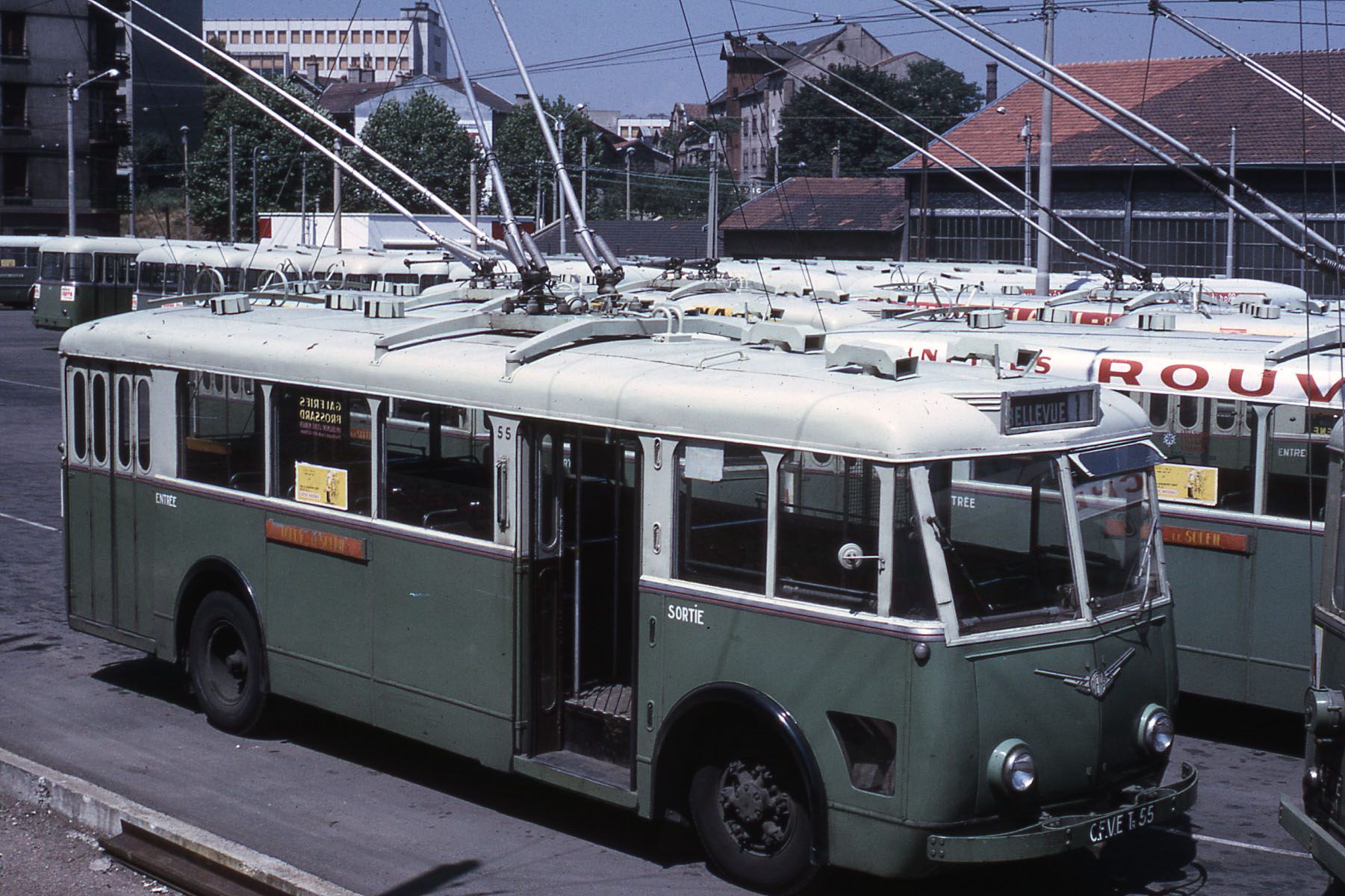
Trolleybus Vétra VCR, modèle 1951 (photo prise en 1967).

| Indice | Itinéraire                                                             | Ouverture                            | Fermeture                                            |
| ------ | ---------------------------------------------------------------------- | ------------------------------------ | ---------------------------------------------------- |
| (sans) | Croix-Rouge - Allauch                                                  | 13/06/1903                           | 01/09/1905                                           |
| 6      | Allées Gambetta - Montolivet                                           | 26/09/1949                           | 12/07/1963                                           |
| 9      | Allées Gambetta - Saint-Barnabé                                        | 19/05/1951                           | 12/07/1963                                           |
| 25     | Jules Guesde - Saint-André PN                                          | 21/01/1952                           | fusionnée avec 28 le 10/07/1967 fermée le 03/07/1972 |
| 26     | Place Carnot - Notre-Dame Limite                                       | 09/12/1948                           | 24/04/1972                                           |
| 28     | Canebière - Saint-Louis                                                | 30/05/1950                           | fusionnée avec 25 le 10/07/1967 fermée le 03/07/1972 |
| 41     | Chartreux - Saint-Giniez                                               | 12/02/1955                           | 14/06/1975                                           |
| 43     | Jardin Zoologique - Place Delibes                                      | 12/02/1955                           | 10/07/1955                                           |
| 47     | Eglise des Chartreux - Joliette                                        | 07/10/1952                           | 24/09/1956                                           |
| 51     | Place du Change - Môle C                                               | 21/08/1943                           | 21/08/1944                                           |
| 53     | Joliette - Cité Saint-Just                                             | 31/03/1954                           | 06/1974                                              |
| 54     | Joliette - Extrémité Boulevard Baille Catalans - Saint-Pierre          | 19/10/1947 réouverture le 05/03/1988 | 05/11/1961 27/06/2004                                |
| 55     | Joliette - Roucas Blanc                                                | 01/05/1944                           | 27/03/1992                                           |
| 56     | Longchamp - Roucas Blanc                                               | 12/11/1946                           | 24/09/1956                                           |
| 57     | Joliette - Boulevard Vauban                                            | 16/01/1944                           | 07/01/1991                                           |
| 59     | Cinq Avenues - Boulevard Vauban                                        | 16/01/1944                           | 10/07/1978                                           |
| 61     | Joliette - Bompard                                                     | 20/02/1946                           | 01/07/1992                                           |
| 63     | Longchamp - Eglise d'Endoume                                           | 12/11/1946                           | remplacée par 80 le 04/09/1989                       |
| 67     | Castellane - Gare Saint-Charles                                        | 01/08/1942                           | 23/06/1958                                           |
| 69     | Vieux Port - Saint-Pierre                                              | 18/12/1943                           | 12/01/1959                                           |
| 74     | Eglise des Chartreux - Vallon de Montebello                            | 26/04/1942                           | 07/03/1962                                           |
| 79     | Cinq Avenues - Endoume                                                 | 26/07/1948                           | 24/09/1956                                           |
| 80     | Place Sébastopol - Endoume Gare de la Blancarde - Eglise d'Endoume     | 28/07/1955 réouverture le 04/09/1989 | 14/02/1963 25/11/2002                                |
| 81     | Chutes Lavie - Pharo Prolongée au jusqu'au métro Saint-Just après 1977 | 12/05/1947                           | 27/06/2004                                           |

### Lignes départementales
| Indice | Itinéraire                         | Ouverture                                                                | Fermeture  |
| ------ | ---------------------------------- | ------------------------------------------------------------------------ | ---------- |
| (sans) | Aubagne - Gémenos - Cuges-les-Pins | Aubagne - Gémenos le 19/09/1927 prolongée à Cuges-les-Pins le 24/09/1928 | 01/03/1956 |
| AM     | Aix-en-Provence - Marseille        | 28/09/1948                                                               | 01/01/1965 |

## Matériel roulant
Il a été pour l'essentiel fourni par l'entreprise Vétra.

### Lignes municipales
| Modèle                   | Année de livraison | Nombre d'unités | Observations                                                                                             |
| ------------------------ | ------------------ | --------------- | --- |
| Electrobus Lombard Gérin | 1903               | 2               | |
| Vétra CB 60              | 1941-1947          | 56              | |
| Vétra D                  | 1942-1943          | 3               | destinés au réseau de Tunis et bloqués à Marseille du fait de la guerre remis au réseau de Tunis en 1945 |
| Vétra CS 60              | 1943-1945          | 20              | |
| Vétra VCR                | 1947-1948          | 30              | |
| Vétra VBR                | 1947-1950          | 8               | 4 revendus au réseau du Havre et 3 à celui de Perpignan                                                  |
| Somua-SW TL-102-C1       | 1948               | 16              | |
| Vétra VBB                | 1950               | 5               | |
| Vétra VA3                | 1950-1952          | 4               | dont un acheté au réseau de Lyon revendus au réseau de Perpignan                                         |
| Vétra VBRh               | 1951-1952          | 11              | 6 revendus au Havre                                                                                      |
| Vétra ELR                | 1955-1962          | 82              | 13 revendus au réseau de Saint-Étienne                                                                   |
| Vétra VA3B2              | 1955               | 14              | 13 revendus au réseau de Saint-Étienne                                                                   |
| Berliet ER 100 R         | 1980               | 48              | |

### Lignes départementales
| Modèle                 | Année de livraison                             | Nombre d'unités |
| ---------------------- | ---------------------------------------------- | --------------- |
| Vétra 40 cv            | 1927                                           | 2               |

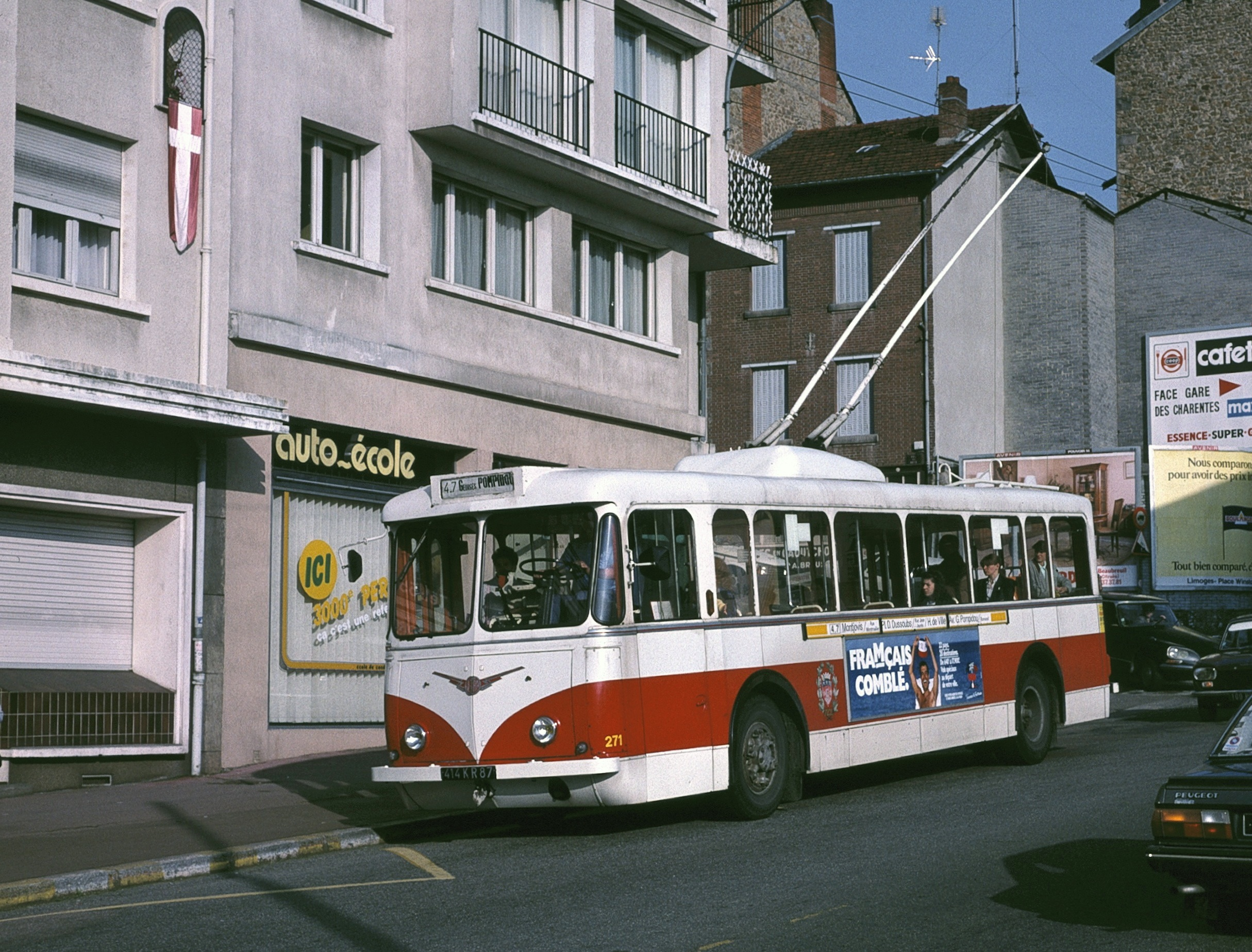
Trolleybus Vétra VBRh (ici à Limoges en 1988).

| SACM 40 cv OTM 2 75 cv | 1928 Reconstruits par Barthélemy en 1938-1940) | 3               |
| Vétra VBRh             | 1948                                           | 20              |

## Annexe